# ولاية اتحادية

الولاية الاتحادية (ويمكن الإشارة إليها بمسميات مثل «ولاية» أو «مقاطعة» أو «كانتون» أو «أرض» أو ما إلى ذلك) هي كتلة إقليمية ودستورية تشكل جزءا من دولة اتحادية. وتختلف هذه الولايات عن الدول ذات السيادة الكاملة في أنها تنقل جزءا من سلطاتها السيادية إلى حكومة اتحادية تجمعها مع ولايات أخرى. الأهم من ذلك، عندما تختار هذه الأقاليم الجغرافية الدخول في اتحاد فإنها تفقد مكانتها ككيان منفصل في القانون الدولي. وبدلا من ذلك، يصبح الاتحاد هو الكيان ذا السيادة لأغراض القانون الدولي. تمتلك الولایة الاتحادية سلطة إدارية على منطقة جغرافية محددة وهي شكل من أشكال الحكم الإقليمي.
في بعض الحالات، يتم إنشاء الاتحاد من جمع كيانات سياسية، وتكون إما مستقلة أو أقاليم تابعة لكيان آخر ذو سيادة (وعادة ما تكون قوة استعمارية، مثل أستراليا والولايات المتحدة). في حالات أخرى، تتم إنشاء ولايات اتحادية من مناطق داخل دول وحدوية سابقا (كما حدث في بلجيكا عام 1993). وبمجرد تشكيل دستور اتحادي، تصبح القواعد التي تحكم العلاقة بين السلطات الاتحادية والإقليمية جزءا من القانون الدستوري للبلد وليس القانون الدولي.
وفي البلدان ذات الدساتير الاتحادية، يوجد تقسيم للسلطة بين الحكومة المركزية والولاية. وهذه الكيانات تتمتع بحكم ذاتي ويكفل لها الدستور درجة من الاستقلال بشكل يختلف من اتحاد لآخر (على سبيل المثال، تتمتع المقاطعات الكندية والكانتونات السويسرية بتدخل أقل شؤونها من سلطات الحكومة العليا عن الحكومات المركزية أو أغلب الحكومات الاتحادية خارج الغرب). واعتمادا على شكل اللامركزية في السلطات، فإن السلطات التشريعية للدولة الاتحادية قد يحق أو لا يحق لها أن تنقض أو تعارض الحكومة الاتحادية. ويمكن تعديل القوانين التي تحكم العلاقة بين السلطات الاتحادية والإقليمية من خلال الدستور الاتحادي ودساتير الولايات.